# Ola Ullsten
Stig Kjell Olof Ullsten (Umeå, 23 juni 1931 – 28 mei 2018) was een Zweeds, liberaal politicus. Hij was leider van de Folkpartiet liberalerna (FP) (1978-1983) en kortstondig eerste minister van Zweden (1978-1979).
In zijn jeugd maakte hij reizen naar de Verenigde Staten, waar hij onder meer deelnam aan de campagne van Nelson Rockefeller, die het gouverneurschap van de staat New York ambieerde. Terug in Zweden werd Ullsten tussen 1962 en 1964 leider van de liberale jeugd.
Wanneer in 1976 voor het eerst in veertig jaar een niet-socialistische regeringscoalitie op de been wordt gebracht, treedt Ola Ullsten aan als staatssecretaris voor Ontwikkelingssamenwerking. Na het ontslag van Per Ahlmark, de leider van de FP, in 1978, wordt Ullsten gekozen tot partijleider en wordt ook vice-premier. Nog hetzelfde jaar valt, na twisten over kernenergie, het kabinet van Thorbjörn Fälldin (C). Ullsten wordt premier in een kabinet gevormd door liberalen en een onafhankelijk lid. De regering Ullsten kan aantreden ondanks dat er in de parlementaire stemming meer stemmen tegen dan voor zijn. De onthouding van de socialdemocraten (en Centerpartiet) wordt doorslaggevend (Zweden volgt het principe van negatief parlementarisme). 
Na de verkiezingen van 1979 volgde Fälldin Ullsten opnieuw op. Ullsten werd minister van Buitenlandse Zaken. Later nam hij nog enkele ambassadeursfuncties waar voor zijn land, onder meer in Canada en Italië.
Ullsten overleed op 86-jarige leeftijd.
- Bibsys: 99052629
- Bibliothèque nationale de France: cb14446064x (data)
- Gemeinsame Normdatei: 1101482621
- International Standard Name Identifier: 0000 0000 8087 0559
- Library of Congress Control Number: n80063079
- Nationale Bibliotheek van Israël: 987007447871105171
- Nederlandse Thesaurus van Auteursnamen: 237490242
- LIBRIS: 325287
- Système universitaire de documentation: 154178713
- Virtual International Authority File: 7608128
- WorldCat: E39PBJxGWXdHyh9y3tFQyHFBT3